# 国会 (大韓民国)
大韓民国国会（こっかい、韓国語: 대한민국 국회、漢字: 大韓民國 國會）は、大韓民国の立法府。一院制議会。

## 歴史
- 1948年2月26日：国際連合朝鮮委員会（UNTCOK）が南朝鮮（駐韓米軍軍政庁統治下の朝鮮地域）単独での選挙実施案を可決した。
- 1948年5月10日：憲法制定のために南朝鮮地域のみでの単独総選挙を実施し、制憲議会が設置されて7月17日に大韓民国憲法を公布した。
- 1950年6月25日：朝鮮戦争勃発。政府と共に国会も大邱を経て釜山に移転した。
- 1953年9月21日：7月27日の休戦協定発効により、政府がソウルに遷都したのに伴い国会もソウルへ戻る。
- 1975年：ソウル特別市中区太平路の旧議事堂から、汝矣島の現議事堂へ移転した。

## 制度・組織

### 制度
一院制、解散はない。国会法で在籍議員が200人に満たない場合、解散し総選挙を行う場合がある。第二共和国時代は二院制を採用し、民議院（下院）と参議院（上院）が設置されていた。

### 立法支援組織
- 国会事務処（국회사무처）
- 国会図書館（국회도서관）
- 国会予算政策処（국회예산정책처）
- 国会立法調査処（국회입법조사처）

出典：국회의 구성（国会の構成）、国会ホームページ（2017年6月27日閲覧）

### 常任委員会（상임위원회）
- 国会運営委員会（국회운영위원회）
- 法制司法委員会（법제사법위원회）
- 政務委員会（정무위원회）
- 企画財政委員会（기획재정위원회）
- 教育委員会（교육위원회）
- 科学技術情報放送通信委員会（과학기술정보방송통신위원회）
- 外交統一委員会（외교통일위원회）
- 国防委員会（국방위원회）
- 行政安全委員会（행정안전위원회）
- 文化体育観光委員会（문화체육관광위원회）
- 農林畜産食品海洋水産委員会（농림축산식품해양수산위원회）
- 産業通商資源中小ベンチャー企業委員会（산업통상자원중소벤처기업위원회）
- 保健福祉委員会（보건복지위원회）
- 環境労働委員会（환경노동위원회）
- 国土交通委員会（국토교통위원회）
- 情報委員会（정보위원회）
- 女性家族委員会（여성가족위원회）

出典：위원회안내:상임위원회（委員会案内：常任委員会）、韓国国会ホームページ（2022年6月20日閲覧）

## 議員
- 選挙権：満18歳以上の韓国国民[3]。
- 被選挙権：満18歳以上の韓国国民。
- 任期：4年
- 定数：300議席
  - 地方区：254議席
  - 比例代表：46議席
- 選挙制度：小選挙区比例代表並立制　　
  - 地方区：小選挙区制。候補者に投票、最多得票を得た候補者が当選。　
  - 比例代表：政党名簿に投票、各政党が得た得票に応じて配分。阻止条項あり（有効投票数の3%以上もしくは地方区での当選者5人以上[注 3]）。

| 交渉団体名 | 政党名       | 2024年総選挙直後   | 2024年総選挙直後   | 2024年総選挙直後   | 2025年8月6日時点                       | 2025年8月6日時点                       | 2025年8月6日時点                       |
| 交渉団体名 | 政党名       | 選挙区             | 比例代表           | 合計               | 選挙区                                 | 比例代表                               | 合計                                   |
| ---------- | ------------ | ------------------ | ------------------ | ------------------ | -------------------------------------- | -------------------------------------- | -------------------------------------- |
| 共に民主党 | 共に民主党   | 161                | 0                  | 161                | 158                                    | 8                                      | 166                                    |
| 国民の力   | 国民の力     | 90                 | 0                  | 90                 | 89                                     | 18                                     | 107                                    |
| 非交渉団体 | 国民の未来   | 0                  | 18                 | 18                 | 合併し国民の力に                       | 合併し国民の力に                       | 合併し国民の力に                       |
| 非交渉団体 | 共に民主連合 | 0                  | 14                 | 14                 | 合併し共に民主党へ、ただし一部は他党へ | 合併し共に民主党へ、ただし一部は他党へ | 合併し共に民主党へ、ただし一部は他党へ |
| 非交渉団体 | 祖国革新党   | 0                  | 12                 | 12                 | 0                                      | 12                                     | 12                                     |
| 非交渉団体 | 進歩党       | 1                  | 0                  | 1                  | 1                                      | 3                                      | 4                                      |
| 非交渉団体 | 改革新党     | 1                  | 2                  | 3                  | 1                                      | 2                                      | 3                                      |
| 非交渉団体 | 新しい未来   | 1                  | 0                  | 1                  | 0                                      | 0                                      | 0                                      |
| 非交渉団体 | 基本所得党   | 共に民主連合に参加 | 共に民主連合に参加 | 共に民主連合に参加 | 0                                      | 1                                      | 1                                      |
| 非交渉団体 | 社会民主党   | 共に民主連合に参加 | 共に民主連合に参加 | 共に民主連合に参加 | 0                                      | 1                                      | 1                                      |
| 非交渉団体 | 無所属       | 0                  | 0                  | 0                  | 3                                      | 1                                      | 4                                      |
| 合計       | 合計         | 254                | 46                 | 300                | 252                                    | 46                                     | 298                                    |

- 院内交渉団体（원내교섭단체）は日本の国会における院内会派に相当し、20名以上の国会議員を有する政党、又は他の交渉団体に属しない20人以上の国会議員で構成される（国会法第33条1項）[4]。

韓国の民主化が実現し、第6共和国が発足して以来、国会議長団と国会委員長団は交渉団体間の交渉を通じて配分するのが原則であり、理論的に仮定したとき交渉団体が1ヵ所だけの場合、当該交渉団体である政党が国会議長団と国会委員長団の両方を総なめすることになった場合もありうるが、交渉団体は、国民の力系列を位数とした保守政党とともに、民主党系列を位数としたリベラル系政党を中心に、常に複数の政党以上存在していたため、盧武鉉政府以来国会議長職と法司委員長職の第1党と第2党の分離および国会議長団と国会委員長団を与野党の議席数で分けるのが慣例となっている。その他にも本会議での発言時間と発言人数、国会議長団との議事日程協議、本会議上程案件表決協議、各常任委員や特別委員会委員などの人員比率なども交渉団体間協議を通じて決めるのが原則である。直近の第20代総選挙（2016年4月）において20議席以上を獲得した共に民主党、セヌリ党と国民の党の三党が第20代国会における院内交渉団体の資格を有していたが、朴槿恵大統領弾劾訴追が国会で可決された際に造反したセヌリ党の非主流派議員30名が2016年12月27日に離党と新党結成を表明、同日に院内交渉団体「改革保守新党」の登録を行った。これにより院内交渉団体は四つとなった。その後、国民の党は正しい政党と統合して「正しい未来党」を結成、国民の党内で統合に反対する人たちが結成した民主平和党は正義党と共同院内交渉団体「平和と正義の議員の会（平和と正義）」を結成した（2018年4月2日登録）。第20代国会の任期が満了し、第21代国会の招集のために実施される総選挙を控えて保守陣営とリベラル陣営間の政界改編と離合集散が起きたが、第21代国会議員総選挙の結果、リベラル党である共に民主党と保守党である未来統合党の両党体制に再編され、2022年5月19日基準で第21代国会で院内交渉団体は共に民主党と国民の力の両党のみが存在し、その他政党は非交渉団体である状況である。

### 議員の兼任の禁止
韓国では国会法第29条第1項に基づき、国会議員は国務総理、国務委員を除く公職を兼ねることができない。例えば、非国務委員の大統領室秘書官または地方公共団体の首長などは兼任できないため、これらの職に就く予定がある場合は国会議員を辞職しなければならない。ただし、公益目的の名誉職、他の法律で議員が任命・委嘱されるよう定めた職、政党法による政党幹部などの政党職を兼任することができる。国会法第29条第3項によると、議員は当選前から上記の公職・名誉職（政党職を除く）を務める場合は任期開始後の1か月以内に、任期中にこれらの職を務める場合はすぐに議長に書面で申告しなければならない。なお、これら以外の公共機関の運営に関する法律第4条に基づく公共機関（韓国銀行を含む）の役職員、農業協同組合法・水産業協同組合法による協同組合、その中央会または付属会社の役職員、政党法第22条第1項により政党の党員となることができる教員などは国会法第29条第2項により、国会議員の任期開始日までにその公職を休職又は辞職しなければならない。
また、国会法第29条第1項に基づき、議員はその職務以外に営利を目的とする業務に従事することができない。ただし、議員本人が所有する土地・建物等の財産を活用し、賃貸業などの営利業務をする時、議員の職務遂行に支障がない場合は従事することができる。国会法第29条第3項によると、当選前から上記の営利業務に従事する場合は任期開始後1ヶ月以内に、任期中に営利業務に従事する場合はすぐに議長に書面で申告しなければならない。上記以外の営利業務に従事する場合には国会法第29条の2により、国会議員の任期開始後6か月以内にその営利業務を休業又は廃業しなければならない。

### 各種記録
- 最多当選回数議員　金泳三、金鍾泌、朴浚圭　9回[13]
- 最短任期国会議員　鄭寅笑、金思万、金声煥（朝鮮語版）、金鍾吉　3日
- 最年長選出公選議員　文昌模　85歳（第14代総選挙）
- 最年少選出公選議員　金泳三　26歳4か月11日（第3代総選挙）
- 最多得票数当選議員　呂運弘　439755票（第5代総選挙参議院）　参議院以外は金東圭（朝鮮語版）　227598票（第12代総選挙）
- 最少得票数当選議員　孫致浩（朝鮮語版）　1058票（第5代総選挙）
- 最小票差当選議員　朴赫圭（朝鮮語版）　3票（第16代総選挙）
- 最長任期国会議長　李孝祥　7年6か月14日
- 最短任期国会議長　李承晩　55日
- 最長任期国会　第9代国会　6年
- 最短任期国会　第5代国会　9か月18日

## 運営

### 議長

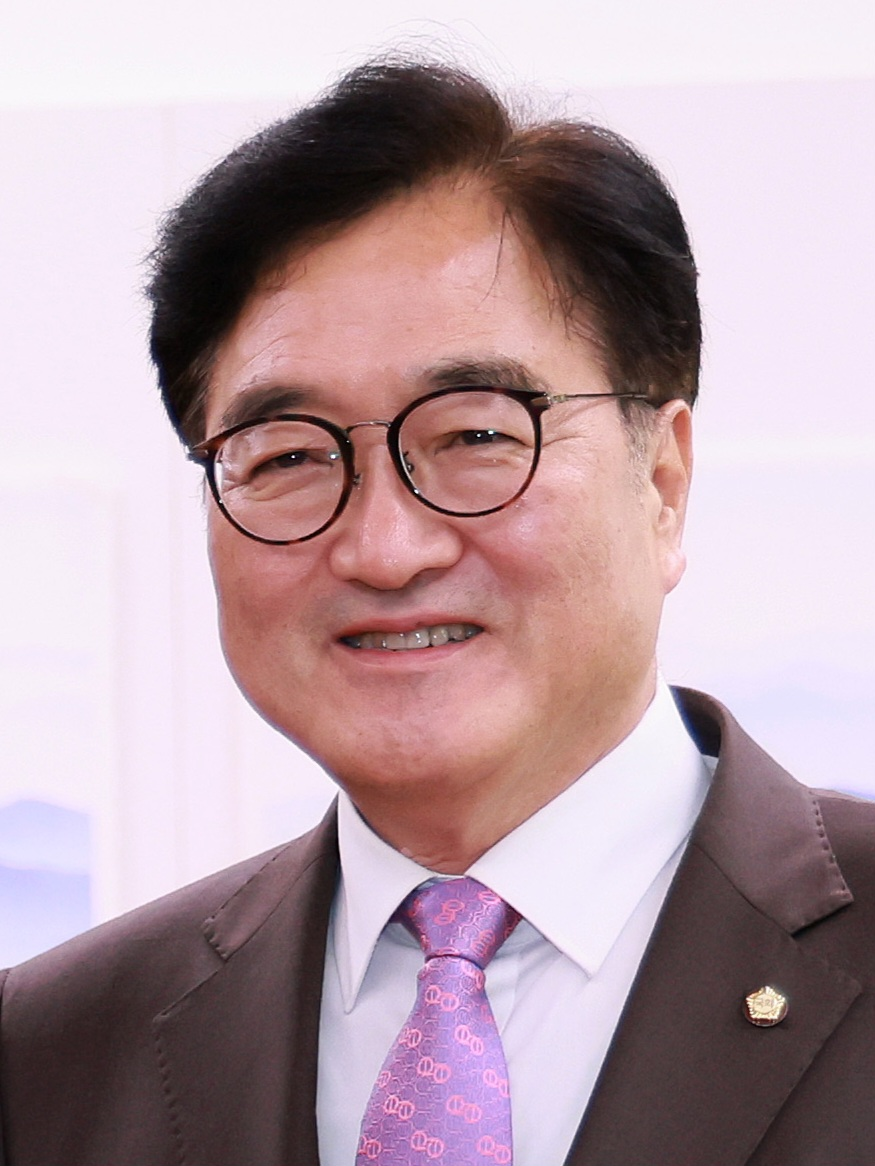
現国会議長の禹元植

議長は現職の国会議員による無記名投票で、過半数の票を得て選出される。一次投票で過半数の投票者がいない場合は、二次投票を実施する。二次投票でも過半数の得票者がいない場合は、最多得票者が1人であれば最多得票者とその次点者に対して、最多得票者が2人以上であれば最多得票者同士に対して決選投票をし、現職議員の過半数が出席する状態における多数得票者を当選者とする。また、議長または副議長が欠員となる場合は、すぐに議長の補欠選挙を実施しなければならない。
議長の任期は2年であり、在任回数に対する制限は特に決まっていないが、議長経験者が退任後、国会議員の任期満了と共に政界を引退するのが慣例化されたことにより、2000年代からは全員が就任1回だけで退任した。ただし、議長補欠選挙で当選した議長の任期は前任者の残りの任期とする。また、国会の同意を得れば議長を辞任することが可能である。議長は、2002年改正国会法第20条の2第1項の規定で無党籍でなければならないことが定められており、党籍を有している場合は当選の翌日にその政党から離脱することが求められている。その理由は憲法上、国民の代弁者である国会議員の代表的地位を有する議長が中立性を守り、不偏不党に国会を運営すべきだという立法的決断がある。なお、党籍を離脱した議長が任期を満了した時に、党籍を離脱する当時の所属政党に復帰する。
副議長は2人がおり、議長と同様に現職の国会議員による無記名投票で選出される。国会の交渉団体（政党）が3つ以上がある場合、国会議長出身政党以外の2つの政党からそれぞれ1人を選出、交渉団体が2つの政党だけの場合、国会議長出身政党から1人、もう一方の政党から1人ずつ選出するのが慣例である。
|             | 議長                        | 議長                                                              | 副議長                                    | 副議長                                                                                         |
| 氏名        | 在任期間                    | 氏名                                                              | 在任期間                                  |                                                                                                |
| ----------- | --------------------------- | ----------------------------------------------------------------- | ----------------------------------------- | ---------------------------------------------------------------------------------------------- |
| 第13代 国会 | 金在淳 김재순               | 1988年5月30日～1990年5月29日                                      | 盧承煥 노승환 金在光 김재광               | 1988年5月30日～1990年5月29日 1998年5月30日～1990年5月29日                                      |
| 第13代 国会 | 朴浚圭 박준규               | 1990年5月30日～1992年5月29日                                      | 金在光 김재광 趙尹衡 조윤형               | 1990年5月30日～1992年5月29日（再任） 1990年6月19日～1992年5月29日                              |
| 第14代 国会 | 朴浚圭 박준규 李万燮 이만섭 | 1992年6月29日～1993年4月27日 1993年4月27日～1994年6月28日（補選） | 黄珞周 황낙주 許京万 허경만               | 1992年6月29日～1994年6月28日                                                                   |
| 第14代 国会 | 黄珞周 황낙주               | 1994年6月29日～1996年5月29日                                      | 李春九 이춘구 李漢東 이한동 洪英基 홍영기 | 1994年6月29日～1995年2月20日 1995年2月20日～1996年5月29日（補選） 1994年6月29日～1996年5月29日 |
| 第15代 国会 | 金守漢 김수한               | 1996年7月4日～1998年5月29日                                       | 呉世応 오세응 金令培 김영배               | 1996年7月4日～1998年5月29日                                                                    |
| 第15代 国会 | 朴浚圭 박준규               | 1998年8月3日～2000年5月29日                                       | 辛相佑 신상우 金琫鎬 김봉호               | 1998年8月17日～2000年5月29日                                                                   |
| 第16代 国会 | 李万燮 이만섭               | 2000年6月5日～2002年5月29日                                       | 洪思徳 홍사덕 金鍾河 김종하 金宗鎬 김종호 | 2000年6月5日～2001年6月12日 2001年6月12日～2002年5月29日（補選） 2000年6月5日～2002年5月29日   |
| 第16代 国会 | 朴寛用 박관용               | 2002年7月8日～2004年5月29日                                       | 金台植 김태식 趙富英 조부영               | 2002年7月8日～2004年5月29日                                                                    |
| 第17代 国会 | 金元基 김원기               | 2004年6月5日～2006年5月29日                                       | 金徳圭 김덕규 朴熺太 박희태               | 2004年6月7日～2006年5月29日                                                                    |
| 第17代 国会 | 林采正 임채정               | 2006年6月19日～2008年5月29日                                      | 李龍熙 이용희 李相得 이상득               | 2006年6月19日～2008年5月29日                                                                   |
| 第18代 国会 | 金炯旿 김형오               | 2008年7月10日～2010年5月29日                                      | 李允盛 이윤성 文喜相 문희상               | 2008年7月16日～2010年5月29日                                                                   |
| 第18代 国会 | 朴熺太 박희태               | 2010年6月8日～2012年2月9日                                        | 鄭義和 정의화 洪在馨 홍재형               | 2010年6月8日～2012年7月1日 2010年5月30日～2012年5月30日                                        |
| 第19代 国会 | 姜昌熙 강창희               | 2012年7月2日～2014年5月29日                                       | 李秉錫 이병석 朴炳錫 박병석               | 2012年7月2日～2014年5月29日 2012年7月2日～2014年5月29日                                        |
| 第19代 国会 | 鄭義和 정의화               | 2014年5月30日～2016年5月29日                                      | 鄭甲潤 정갑윤 李錫玄 이석현               | 2014年5月30日～2016年5月29日                                                                   |
| 第20代 国会 | 丁世均 정세균               | 2016年6月9日～2018年5月29日                                       | 沈在哲 심재철 朴柱宣 박주선               | 2016年6月9日～2018年5月29日                                                                    |
| 第20代 国会 | 文喜相 문희상               | 2018年7月13日～2020年5月29日                                      | 李柱栄 이주영 朱昇鎔 주승용               | 2018年7月13日～2020年5月29日                                                                   |
| 第21代 国会 | 朴炳錫 박병석               | 2020年6月5日～2022年5月29日                                       | 金相姫 김상희 鄭鎮碩 정진석               | 2020年6月5日～2022年5月29日 2021年8月31日～2022年11月10日                                      |
| 第21代 国会 | 金振杓 김진표               | 2022年7月4日～2024年5月29日                                       | 鄭宇澤 정우택 金栄珠 김영주               | 2022年11月10日～2024年5月29日 2022年7月4日～2024年5月29日                                      |
| 第22代 国会 | 禹元植 우원식               | 2024年6月5日～                                                    | 李学永 이학영 朱豪英 주호영               | 2024年6月5日～ 2024年6月27日〜                                                                 |

出所：화보（画報）「역대 국회의장단」（歴代国会議長団）、국회사무처（国会事務処）『대한민국국회60년사』（大韓民国国会60年史）。国会ホームページ「역대 의장단」

### 定期会
- 開会日：毎年9月1日（ただし祝日の場合は翌日）
- 開会期間：100日以内

### 臨時会
- 開会：大統領または国会在籍議員の4分の1以上の要求によるか国会在籍議員の4分の1以上が国政調査を要求した場合。
- 開会期間：30日以内

## 権限

### 立法に関する権限
- 憲法改正の提案・議決権
- 法律の制定・改訂権（立法権）
- 条約の締結・批准同意権、など

### 財政に関する権限
- 予算案の審議・確定権
- 決算審査権
- 基金審査権
- 財政立法権
- 予備費支出承認権
- 国債同意権、など

### 一般国政に関する権限
- 国政監査・調査権
- 憲法機関構成権
- 大統領、国務総理その他法律で定めた公務員への弾劾訴追権（大統領対しての弾劾は大統領 (大韓民国)#弾劾参照）
- 緊急命令、緊急財政経済処分・命令承認権
- 戒厳解除要求権
- 一般赦免に対する同意権
- 宣戦布告および国軍の海外派遣・外国軍隊駐留に対する同意権
- 国務総理・国務委員解任建議権
- 国務総理・国務委員・政府委員出席要求権および質問権

## 徽章

1948年 - 2014年
2014年 - 現在

1948年から国会は槿を象徴化した絵の中に「國」を入れた徽章を使ってきたが、国家重要機関がハングルを捨てて漢字を徽章として使うのは不適切だという批判とともに円が文字に見えなくて「國」を「或」に間違える場合もあるという批判があった。2014年にデザインを変更した際、漢字に代わってハングルで「국회(国会)」を入れて使っている。